# 772 Tanete
772 Tanete је астероид главног астероидног појаса са пречником од приближно 117,66 .
Афел астероида је на удаљености од 3,276 астрономских јединица (АЈ) од Сунца, а перихел на 2,727 АЈ.
Ексцентрицитет орбите износи 0,091, инклинација (нагиб) орбите у односу на раван еклиптике 28,780 степени, а орбитални период износи 1899,987 дана (5,201 година).
Апсолутна магнитуда астероида је 8,33 а геометријски албедо 0,059.
Астероид је откривен 19. децембра 1913. године.